# Muro en Cameros
Muro en Cameros tỉnh và cộng đồng tự trị La Rioja, phía bắc Tây Ban Nha. Đô thị này có diện tích là 15,99 ki-lô-mét vuông, dân số năm 2009 là 36 người với mật độ 2,25 người/km². Đô thị này có cự ly 44 km so với Logroño.